# León de Ácrida
León de Ácrida o León de Ócrida (localidad que actualmente es conocida como Ohrid y se encuentra en Macedonia) fue arzobispo de Ohrid (desde 1025 hasta 1056), famoso por su intervención en el cisma de Oriente.
La Iglesia latina mantenía una serie de tradiciones y usos litúrgicos diversos o contrarios a la Iglesia oriental. Con el problema surgido por el intento de asimilación, por parte del patriarca de Constantinopla, Miguel Cerulario, de la Iglesia de Armenia, estas diferencias pesaban en los armenos que no querían pasar al rito oriental. Entonces, Miguel Cerulario comenzó a intentar que al menos los latinos que vivían en Constantinopla se adhirieran a las prácticas orientales. Estos se negaron rotundamente a hacerlo. 
En el año 1053 el arzobispo León escribió una carta a Juan de Trani criticando las diferencias de rito y de liturgia que la iglesia latina habría introducido contra las tradiciones cristianas y que estaba produciendo, según su opinión, una progresiva «judaización» de las iglesias latinas (se criticaba por ejemplo, el uso de pan sin levadura para la celebración de la Eucaristía, el ayuno de los sábados, etc.)
Argiro, general bizantino que combatía en Italia a los normandos, convenció al card. Humberto de Silva Candida de que Miguel Cerulario estaba detrás de la carta de León de Ácrida y que el patriarca había mandado cerrar las iglesias latinas de la ciudad para presionarles a cambiar sus usos litúrgicos por eso, los documentos redactados por el Papa León IX así como la excomunión que luego cayó sobre el patriarca de Constantinopla, recayó también sobre el arzobispo de Ácrida. El Papa León IX en su carta intenta una especie de proceso judicial contra ambos por atreverse a juzgar a la Iglesia de Roma y criticar sus tradiciones litúrgicas. 
El emperador Constantino IX al darse cuenta de los manejos de Argiro, y con la presión de Cerulario hizo volver a Constantinopla al general para evitar que siguiera echando cizaña contra León de Ócrida y el patriarca.